# Rajoleria Can Quintana
|  | Aquest article tracta sobre Can Quintana de Llambilles. Vegeu-ne altres significats a « Can Quintana (desambiguació)». |

La Rajoleria Can Quintana és una obra de Llambilles (Gironès) inclosa a l'Inventari del Patrimoni Arquitectònic de Catalunya.

## Descripció
És un forn original del segle xviii del que es conserven pocs vestigis. Actualment es conserva la majoria de parts del segle xix amb murs de maó vist i una estructura d'arcades, una frontal com accés a l'interior en arc de mig punt de maó pla, arcs cecs apuntats rebaixats, i a l'interior, arcs de mig punt que formen una galeria on s'aplega la maquinària.

## Història
El propietari continua amb la producció vuit generacions després. La primera dada que apareix és l'any 1784. El forn que es conserva és del segle xix.